# Třída U 127
Třída U 127 byla třída oceánských ponorek německé Kaiserliche Marine z období první světové války. Celkem bylo rozestavěno dvanáct jednotek této třídy, ale dokončeny byly pouze dvě. Ve službě v německém námořnictvu byly v roce 1918. Žádná nebyla za války ztracena. Po válce byla jedna ponorka přidělena Francii a jedna Velké Británii. Ostatní byly sešrotovány.

## Stavba
Celkem bylo rozestavěno dvanáct jednotek této třídy. Po čtyřech člunech stavěly německé loděnice Germaniawerft v Kielu, AG Weser v Brémách a Kaiserliche Werft Danzig v Danzigu. Do konce války byly dokončeny pouze dvě ponorky. Stavba ostatních byla zrušena, přičemž byly kompletní z 80–90 %. Jejich diesely byly využity při stavbě nákladních lodí.
Jednotky třídy U 127:
| Jméno | Loděnice                  | Založení kýlu | Spuštění na vodu  | Vstup do služby | Osud                                                                    |
| ----- | ------------------------- | ------------- | ----------------- | --------------- | ----------------------------------------------------------------------- |
| U 127 | Germaniawerft, Kiel       | 1916          | 8. ledna 1919     | –               | Stavba zrušena, sešrotována.                                            |
| U 128 | Germaniawerft, Kiel       | 1916          | 1918              | –               | Stavba zrušena, sešrotována.                                            |
| U 129 | Germaniawerft, Kiel       | 1916          | 1918              | –               | Stavba zrušena, sešrotována.                                            |
| U 130 | Germaniawerft, Kiel       | 1916          | 1918              | –               | Stavba zrušena, sešrotována.                                            |
| U 131 | AG Weser, Brémy           | 1916          | 1918              | –               | Stavba zrušena, sešrotována.                                            |
| U 132 | AG Weser, Brémy           | 1916          | 1918              | –               | Stavba zrušena, sešrotována.                                            |
| U 133 | AG Weser, Brémy           | 1916          | 1918              | –               | Stavba zrušena, sešrotována.                                            |
| U 134 | AG Weser, Brémy           | 1916          | 1918              | –               | Stavba zrušena, sešrotována.                                            |
| U 135 | Kaiserliche Werft, Danzig | 1916          | 8. září 1917      | červen 1918     | Roku 1918 připadla Velké Británii, potopila se při cestě k sešrotování. |
| U 136 | Kaiserliche Werft, Danzig | 1916          | 7. listopadu 1917 | srpen 1918      | Roku 1919 připadla Francii, sešrotována.                                |
| U 137 | Kaiserliche Werft, Danzig | 1916          | 8. ledna 1918     | –               | Stavba zrušena, sešrotována.                                            |
| U 138 | Kaiserliche Werft, Danzig | 1916          | 26. března 1918   | –               | Stavba zrušena, sešrotována.                                            |

## Konstrukce
Třída se dělila do tří mírně odlišných skupin. Byly vyzbrojeny dvěma 105mm kanóny KL/45 a šesti 500mm torpédomety (čtyři příďové, dva záďové) se zásobou 14 torpéd. Pohonný systém tvořily dva diesely o výkonu 3500 bhp, dva pomocné diesely o výkonu 900 shp a dva diesel-generátory o výkonu 1690 shp, pohánějící dva lodní šrouby. Nejvyšší rychlost dosahovala 17 uzlů na hladině a 8,1 uzlu pod hladinou. Dosah byl 10 000 námořních mil při rychlosti 8 uzlů na hladině a 50 námořních mil při rychlosti 4 uzlů pod hladinou. Operační hloubka ponoru dosahovala 75 metrů. Ponoření trvalo 30 vteřin.